# ربنو (شهرستان گنگزنو)
ربنو (به لهستانی:  Rybno) یک روستا در لهستان است که در گمینا کیشکووو واقع شده‌است. ربنو ۸۶۰ نفر جمعیت دارد.